# Clephydroneura fulvihirta
Clephydroneura fulvihirta is een vliegensoort uit de familie van de roofvliegen (Asilidae). De wetenschappelijke naam van de soort is voor het eerst geldig gepubliceerd in 1995 door Shi.